# Десятова (село)
Десятова — село в Ишимском районе Тюменской области России. Административный центр Десятовского сельского поселения.

## География
Село находится на юго-востоке области, в пределах юго-западной части Западно-Сибирской низменности, в лесостепной зоне, на берегах реки Карасуль.

### Климат
Климат континентальный с холодной продолжительной зимой и тёплым относительно коротким летом. Средняя температура воздуха самого холодного месяца (января) — −18,7 °C (абсолютный минимум — −47,3 °C); самого тёплого месяца (июля) — 18 °C (абсолютный максимум — 38,4 °С). Безморозный период длится в среднем 111 дней. Среднегодовое количество атмосферных осадков составляет 181—469 мм, из которых 70 % выпадает в тёплый период. Продолжительность залегания снежного покрова составляет в среднем 164 дня.

## История
До 1917 года входило в состав Карасульской волости Ишимского уезда Тюменской губернии. По данным на 1926 год деревня Десятова состояла из 171 хозяйства. В административном отношении входила в состав Карасульского сельсовета Жиляковского района Ишимского округа Уральской области.

## Население
| 2010 |
| ---- |
| 552  |

По данным переписи 1926 года в деревне проживало 881 человек (402 мужчины и 479 женщин), в том числе: русские составляли 96 % населения, поляки — 3 %.
Согласно результатам переписи 2002 года, в национальной структуре населения русские составляли 94 % из 592 чел.

## Инфраструктура
Личное подсобное хозяйство с зоной сельскохозяйственного использования, индивидуальная застройка усадебного типа.
Основа экономики — сельское хозяйство.
Десятовский ФАП

## Транспорт
Остановка общественного транспорта «Десятова».